# Pisignano
Pisignano è una frazione di 991 abitanti del comune di Vernole in provincia di Lecce.

## Storia
Il periodo preistorico è testimoniato dal menhir Materdomini, uno dei più alti della zona. Notizie certe del casale di Pisignano si hanno a partire dall'epoca normanna (XI-XII secolo), quando nel 1115 il conte normanno Goffredo donò il feudo alla Chiesa di Lecce (ancora oggi alcuni fondi agricoli sono detti "piscupiani", dal lat. "episcopus" e in greco ἐπίσκοπος, epìskopos). Nel 1275 il nobile Guglielmo Pisanello risulta feudatario di Pisignano per volere di Carlo I d'Angiò. Nel XVI secolo tra il 1574 e il 1630 fu venduto per ben tre volte fino a pervenire ai Severino.
Nella "Breve descrizione di Terra d'Otranto" del 1601, Pisignano risulta essere costituita da "40 fuochi", ovvero famiglie, quindi circa 200 abitanti. Con l'arrivo dei Borbone, a metà del Settecento, viene istituito il Catasto onciario, che costituisce un'importante fonte per gli storici, in quanto, al contrario dei catasti attuali, non riportava mappe bensì censimenti ben dettagliati. Nel primo decennio dell'Ottocento, con le leggi eversive della feudalità volute dai nuovi dominatori, i francesi di Napoleone Bonaparte, si aprono dei contenziosi tra comuni ed ex baroni, i quali sicuramente vedono diminuire il loro potere ed i loro introiti derivanti dai vari balzelli imposti alla popolazione su ogni transazione ed ogni attività. Dopo la breve parentesi napoleonica, tuttavia, nonostante le pressioni di clero e nobiltà, alcune prerogative dei baroni non vengono rimesse in vigore nemmeno dai restaurati Borbone di Napoli. Nell'ambito delle prime rivolte risorgimentali, a Pisignano vengono segnalati come sovversivi nel 1822 le seguenti persone: Raffaele Stella, Giandonato Antonucci, don Vito Antonucci (sacerdote), Giandonato e Francesco Isacco.
Nel 1879 Giacomo Arditi scrive di Pisignano: "...ha l'aria abbastanza buona, l'acqua abbondante, l'abitato rustico e villereccio...".

## Monumenti e luoghi d'interesse

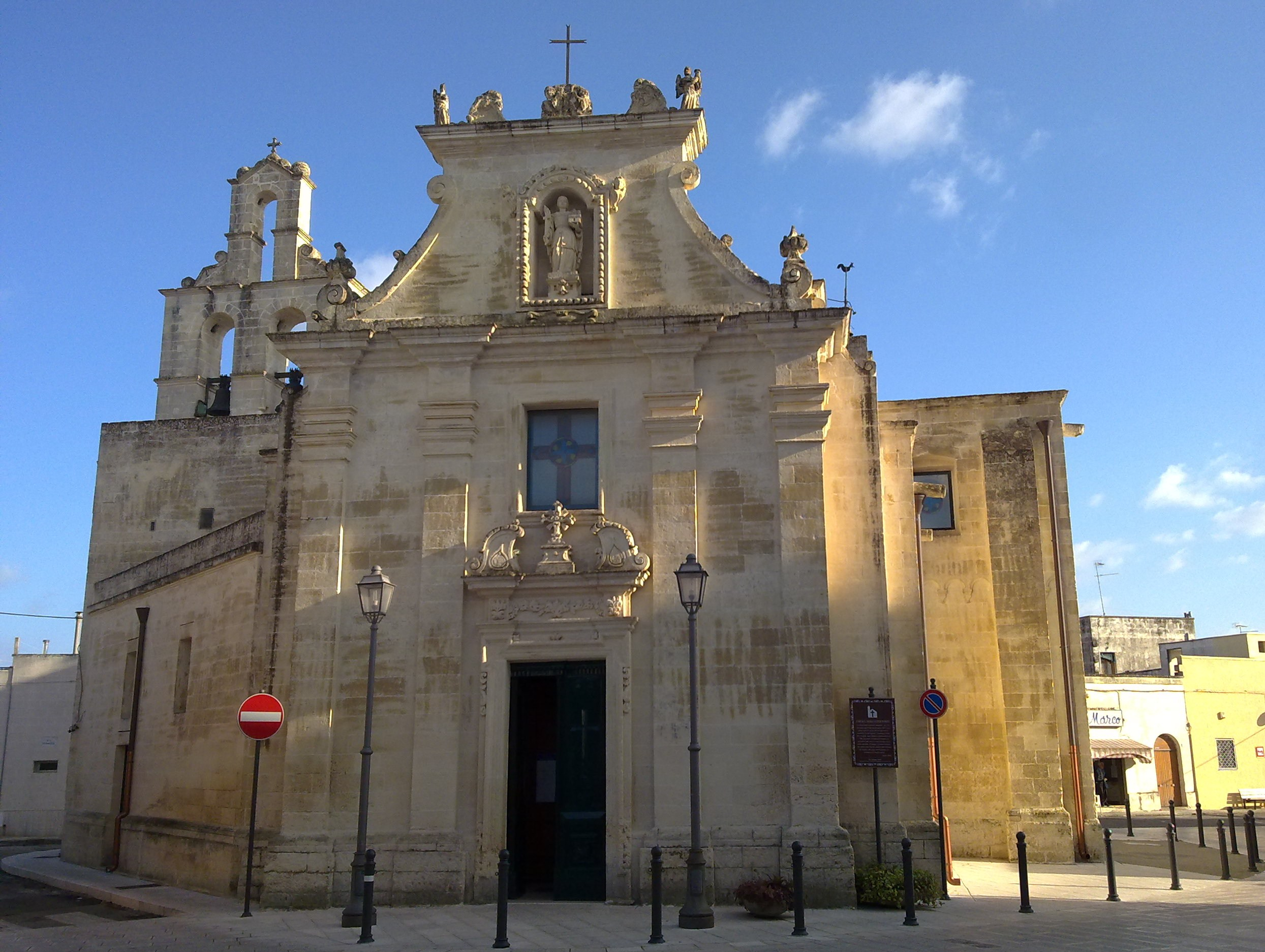
Chiesa Madre

### Architetture religiose

#### Chiesa madre di Santa Maria Mater Domini
La chiesa madre di Santa Maria Mater Domini risale al periodo romanico (XII secolo), ma è stata oggetto tra la fine del XVI e la prima metà del XVII secolo di una serie di modifiche in stile barocco. Custodisce l'effigie della Vergine, opera dipinta su pietra risalente al 1500. La facciata, in pietra leccese, è scandita da lesene doriche e termina con un timpano che accoglie una nicchia con la statua lapidea di santa Severina. L'interno, a croce latina, ospita quattro altari laterali dedicati alla Madonna del Rosario, alle Anime del Purgatorio, a sant'Antonio di Padova, e alla Vergine Maria.

#### Altre chiese
- Cappella di Santa Severina, XVII secolo
- Cappella di Mater Domini, risale al XVIII secolo e possiede una pavimentazione in maiolica. All'interno è custodito un crocifisso ligneo databile al XIII secolo.

### Architetture civili
- Palazzo Baronale Severino Romano
- Frantoio ipogeo

### Siti archeologici
- Menhir Materdomini